# Marée verte

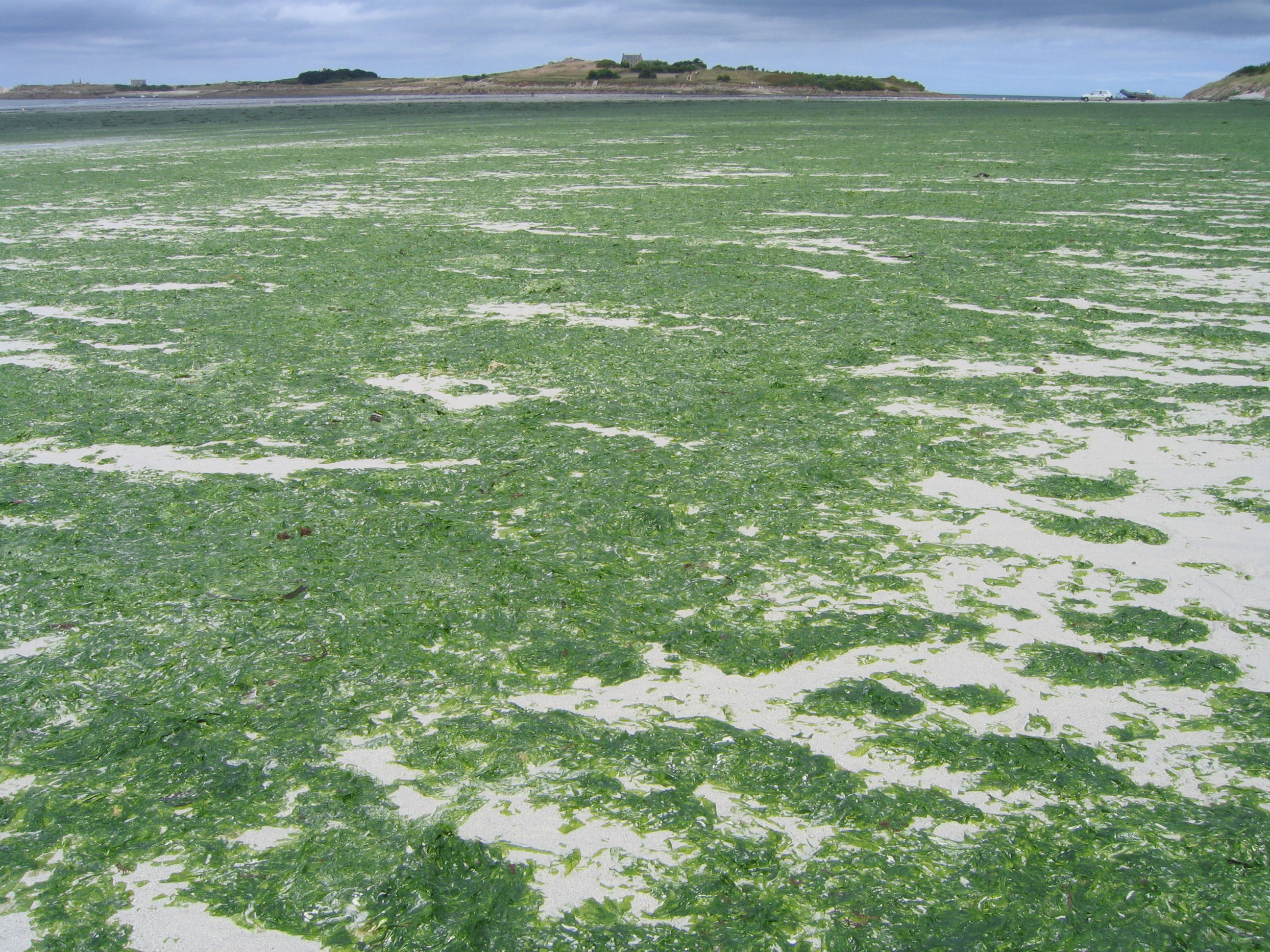
Marée verte faisant suite à une prolifération dUlva rigida, dans le nord du Finistère.

Une marée verte est un important dépôt d'algues laissé par la mer sur la zone intertidale, visible à marée basse ou flottant entre deux eaux lorsque la mer monte. Le développement de ces algues est lié à l'excès dans le milieu de nutriments (azote sous toutes ses formes, phosphore…) issus des rejets des activités humaines (élevage, agriculture, urbanisation…). La putréfaction de ces algues, outre une mauvaise odeur et l'émission de gaz à effet de serre (méthane) peut avoir de graves conséquences pour les acteurs locaux : impact négatif sur le tourisme et la valeur des biens immobiliers et dégradation de l'environnement des littoraux concernés. Des phénomènes de toxicité (via l'émission d'hydrogène sulfuré notamment) sont mortels dans des cas de fortes concentrations.

## Histoire et localisation géographique du phénomène
Après avoir été observé épisodiquement, par exemple à Belfast en 1911, ce phénomène a pris une plus grande ampleur à partir des dernières décennies du XXe siècle.
Des marées vertes sont observées en Europe : Belgique, Danemark, France, Irlande et Italie (où le delta du Pô et la lagune de Venise sont envahis par les algues). Les marées vertes sont plus importantes encore aux États-Unis et en Inde. En Chine, elles se produisent en abondance sur les côtes de la mer Jaune.

### Chine
Les côtes de la mer Jaune près de Qingdao, en Chine, sont régulièrement envahies par l'algue filamenteuse Enteromorpha prolifera (en). Ce phénomène qui a des causes multiples est très médiatisé à l'occasion des Jeux olympiques d'été de 2008, l'algue ayant partiellement recouvert le plan d'eau qui devait accueillir les compétitions de voile. La biomasse accumulée sur le rivage de Qingdao est telle qu'un million de tonnes d'algues vertes ont été ramassées (poids frais égoutté) et, selon les estimations, environ deux millions de tonnes ont coulé dans les fonds marins, ce qui fait de cet événement la plus grande marée verte connue au monde à cette époque. Depuis 2008, le phénomène se reproduit tous les ans et la surface couverte a atteint un nouveau record en 2013 avec 28 900 km2 (contre 13 000 en 2008).

### États-Unis
L'été 2016, des records de pullulations d'algues vertes ont été battus dans 20 États américains tant sur les littoraux que dans les eaux intérieures, sans doute à cause du réchauffement qui a aggravé les effets de la sécheresse selon une hypothèse explicative.

### France
Ce phénomène est apparu discrètement en Bretagne dans les années 1960, puis s'est amplifié dans les années 1970, et s'aggrave régulièrement surtout en Bretagne-nord. Environ 50 baies et anses ont été régulièrement touchées de 1997 à 2008. Dans l'été 2006, une campagne aérienne a repéré 79 sites dont 50 étaient des plages et 29 des vasières d'estuaires. Quatre-vingts pour cent des phénomènes massifs sont concentrés dans cinq grands sites.
Ces marées vertes sont à l'origine de la mort par intoxication de deux joggeurs en 1989 à Saint-Michel-en-Grève et en 2016 dans l'estuaire du Gouessant à Hillion, ainsi que celle d'un employé de la société Nicol survenue en 2009, alors qu'il transportait des algues vertes de la plage de Binic à la décharge de Lantic.
Dans le même temps, une eutrophisation du milieu est apparue dans d'autres régions européennes, et une augmentation des grandes efflorescences planctoniques et des phénomènes similaires (efflorescences de Cyanophycées en eaux douces) a aussi été observée ailleurs dans le monde, y compris localement en eau douce, par exemple dans les grands lacs en Amérique du Nord.
Le phénomène continue à évoluer ; par exemple dans le bassin d'Arcachon, une nouvelle espèce d'algue verte (Monostroma obscurum) est apparue vers 1988-1989 et s'est fortement développée les deux années suivantes. Elle prolifère au printemps, mais perdure pour partie en automne et même en hiver.
On observe aussi des proliférations de plus en plus fréquentes de cyanophycées (bactéries photosynthétiques, proches des microalgues, dont certaines sont susceptibles de produire des toxines).
En 2017, les marées vertes ont été particulièrement intenses au printemps en Bretagne (600 hectares, soit le double de ce qui est habituel à la même époque) mais selon Sylvain Ballu, du Centre d'étude et de valorisation des algues (Ceva), cela pourrait être dû à des eaux plus chaudes et à un « hiver particulièrement calme » : les efforts des agriculteurs devraient peu à peu, dans les décennies à venir, porter leurs fruits. Claude Lesné, spécialiste de la toxicité des polluants aériens au CNRS, est un des premiers à mettre en évidence le danger de ces algues pour la santé,.
Parmi les limites du plan algues vertes (PLAV), l'association Eau et rivières de Bretagne (ERB) dénonce l'échec sur « la question cruciale du foncier » : « la moitié des exploitations vont changer de mains au cours des 10 prochaines années et c'est un moment-clé pour changer de système de production ». Un PLAV 2 lancé le 5 juillet 2017, visait à encourager des modes de production moins polluants.
Au delà des dépôts sur les plages, on découvre que le phénomène s'étend. La qualité des eaux de la rade de Brest se dégrade et on constate la prolifération d'algues vertes dans les fonds marins. Les conséquences sont "catastrophiques" pour cet écosystème : on y trouve des poissons, des huîtres, des pétoncles, des crustacés, des coquilles Saint-Jacques, ainsi que des bancs de maërl, parmi les plus abondants d'Europe. Or, l'on y observe une mortalité plus importante des espèces et la destruction des habitats.
En juin 2021, le tribunal administratif de Rennes ordonne à l'État de prendre des mesures réglementaires adaptées. Deux ans plus tard, dans une décision rendue mardi 18 juillet 2023, le tribunal administratif de Rennes fixe un délai de quatre mois à l’État pour renforcer la lutte contre les algues vertes en Bretagne. L’État devra agir « par l’adoption de mesures d’application immédiate, contrôlées dans leur exécution, de limitation de la fertilisation azotée et de gestion adaptée des terres agricoles ». C'est l’association Eau et rivières de Bretagne, qui avait saisi le tribunal.

## Espèces en cause

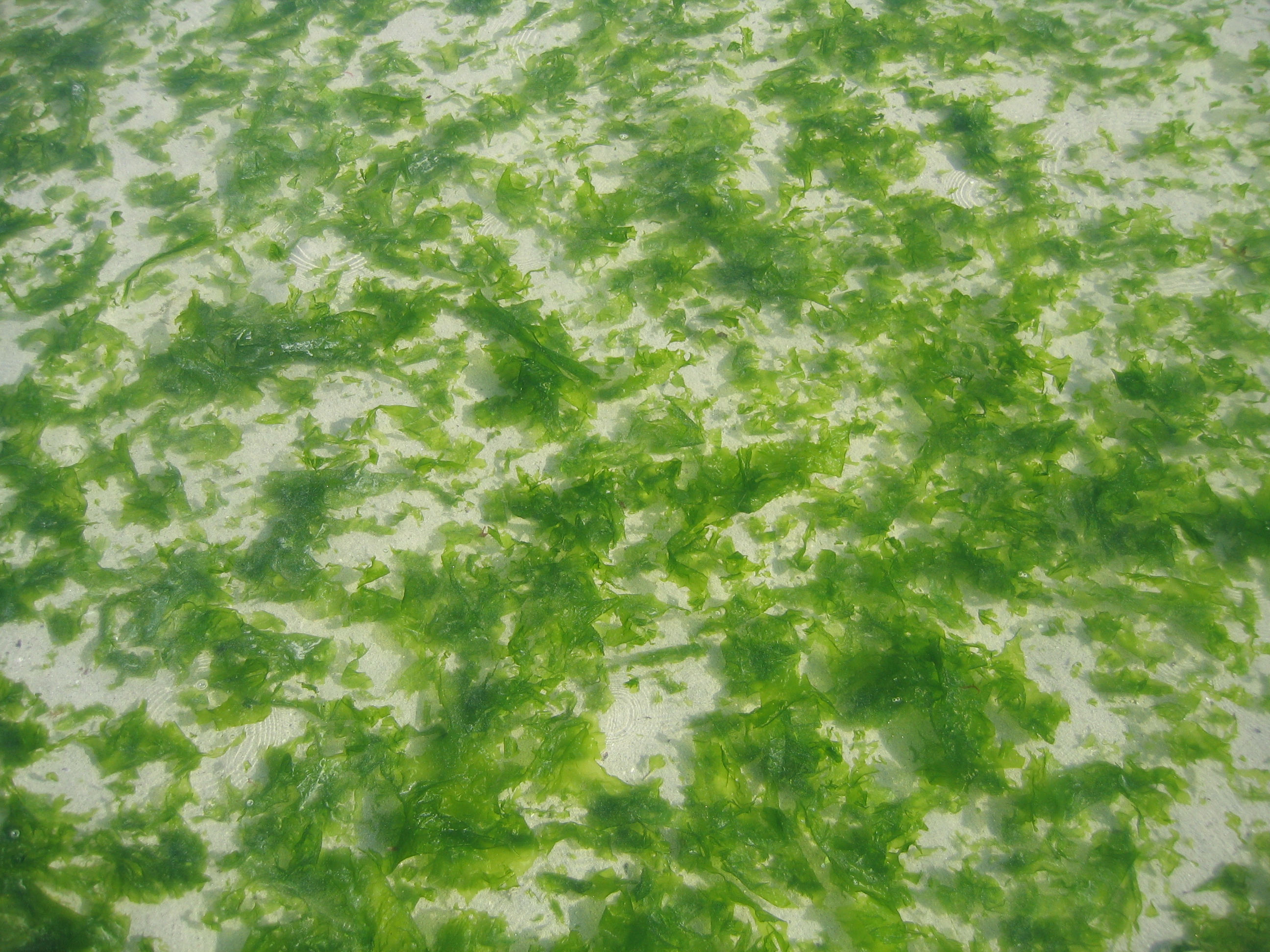
Des ulves (Ulva armoricana), l'une des responsables des marées vertes.

En France, ces algues sont toutes nitrophiles.
Sur la façade-Ouest, ce sont surtout Ulva armoricana (très fine) et Ulva rotundata (plus épaisse), deux nématothalles très photophiles, qui disposent de la lumière nécessaire à leur développement du printemps à la fin-septembre, mais on trouve aussi des algues vertes filamenteuses du genre Enteromorpha (Enteromorpha clathrata notamment) et des algues du genre Cladophora, ainsi que Monostroma obscurum à Arcachon depuis 1990 environ .
Dans les lagunes de la Méditerranée, c'est Caulerpa taxifolia qui pose problème.
Ce sont toujours des ulves ou des espèces proches qui sont impliquées dans les marées vertes, probablement pour les raisons suivantes :
- elles ont une capacité exceptionnelle à engranger les nitrates, ce qui leur permet une croissance rapide et régulière, même quand les apports en nitrates sont irréguliers ;
- elles sont dotées d'une forte capacité multiplicative asexuée par bouturage (fragmentation) ;
- en temps normal ce sont des algues fixées, mais leur forme libre est la plus apte à exploiter la zone intertidale, dès lors que des nitrates y sont présents et que ses prédateurs (brouteurs) y sont absents ;
- ces algues présentent une densité très légèrement supérieure à celle de l'eau de mer ; elles coulent, et on en rencontre des stocks parfois importants par des fonds de 5  à   15 mètres, mais lorsqu'elles arrivent dans les vagues les plus proches du rivage (le rideau), les mouvements de l'eau les maintiennent en suspension et elles se trouvent exposées de manière optimale au soleil, tout en étant protégées des organismes brouteurs ;
- quand elles sont segmentées par les poissons, oiseaux, hélices de moteurs, les morceaux donnent naissance à de nouveaux individus.

Ces algues vertes sont aussi favorisées par des apports de phosphore (détergents, engrais phosphatés, rejets de station d'épuration,) et d'azote (nitrates des engrais et des stations d'épuration) presque multiplié par 5 dans les apports de la terre à la mer en 30 ans[Où ?] (de 1970 à 2000). La fertilisation des sols, entre autres par le lisier, semble la première cause du phénomène en Bretagne : les précipitations printanières induisent un lessivage des nitrates du sol et un débit accru des cours d'eau. Il y a effectivement un moindre volume d'algues lors des années sèches.

## Conditions de prolifération
Les marées vertes sont constituées par l'échouage de quantités importantes d'algues libres consécutif à une phase de croissance rapide des algues dans le rideau, c'est-à-dire dans les vagues les plus proches du rivage.
Pour que le rideau se forme, il faut réunir trois types de conditions :
- un site approprié : une baie avec un fond de couleur claire, en pente très douce et un bilan de courant de marée (sur un cycle flot-jusant) assez faible pour que les algues ne soient pas chassées de la baie[21],[22],[23]. Des lagunes peu profondes peuvent aussi être touchées par le phénomène (Venise) ;
- des algues présentes l’hiver : de faibles quantités d'algues fixées suffisent à assurer la pérennité des algues, mais le démarrage au printemps du phénomène semble se faire, au moins dans certains sites (baie de Douarnenez) à partir de stocks profonds d'algues libres qui ont passé l'hiver. Le rôle de ces stocks est encore mal connu et les facteurs entrainant le transfert de ces stocks vers le rideau aussi (possibilité de courants liés au vent) ;
- des conditions de croissance favorables : présence de nutriments, condition d’ensoleillement et de lumière adapté ainsi qu'une température suffisante.

Ce sont des algues nitrophiles, avec des besoins d'azote élevés, mais les apports sont actuellement suffisants pour que l'azote ne soit qu'exceptionnellement limitant.
Le phosphore est mis en cause par certains auteurs.
La lumière serait généralement le facteur limitant quand le rideau est formé, ou pour les stocks profonds.
Les facteurs qui entraînent l'échouage des algues ou leur maintien en suspension dans le rideau sont mal identifiés.

## Causes et origines du phénomène
Une cause première est l'importance des apports en nitrates par les fleuves et rivières, ainsi que par les eaux de ruissellement parfois chargées en nitrates. Ces nitrates proviennent principalement de l'agriculture (élevage industriel et engrais,). La concentration en nitrate est mesurée dans tous les fleuves littoraux et elle est particulièrement importante en Bretagne. Selon le ministère de l'Agriculture, les apports en azote et phosphore « ont augmenté de façon considérable à partir des années 1960 et leur concentration s'est accrue dans les zones de prolifération d'ulves (...) Contrairement à ce qui est parfois avancé, on dispose donc de données assez conséquentes dès 1971 » (dont les relevés quinquennaux établis dans le cadre du plan d'inventaire national de la pollution pour les années 1971, 1976 et 1981). Les concentrations en nitrate auraient chuté d'environ 20 % en 10 ans de 1998 à 2008[réf. nécessaire], mais elles restent plus de deux fois trop élevées, environ 30 mg/l en moyenne alors qu'il faudrait retomber sous le seuil de 10 mg/l pour éviter les pullulations d'algues (cette variation de 20 % pourrait être due également à la diminution de la fréquence de prélèvement des échantillons—passage de 12 à 6 par an—et pas nécessairement à une amélioration). La référence des concentrations naturelles est selon le ministère de l'Agriculture de l'ordre de 2  à   3 milligrammes par litre (mg/l).
D'autres causes secondaires, voire marginales, pourraient agir en synergie avec celle-ci :
- la surpêche (de poissons, crabes, crevettes...) qui aurait déjà pu induire un déséquilibre (entretenu) des réseaux trophiques marins du littoral français, au détriment d'espèces herbivores qui limitaient les populations d'ulves et de nématothalles ;
- la pollution automobile (échappements) est source d'oxyde d'azote (NOx), qui dans les zones polluées par l'ozone peut être à l'origine d'une pollution azotée ;
- des polluants émergents ou le dépassement de certains seuils de pollution ou l'association synergique de divers polluants pourraient avoir les mêmes conséquences. C'est une hypothèse qui reste à démontrer, mais des perturbateurs endocriniens sont par exemple à l'origine de perturbations écologiques significatives et observées partout dans le monde ;
- des sources « marines » de nitrates peuvent localement exister et contribuer au phénomène. Les élevages piscicoles en mer en sont, mais ils sont rares en France. Le chalutage ou certains dragages en remettant en suspension les sédiments souvent riches en phosphates et parfois en ammoniaque pourraient aggraver la situation ;
- des fuites de nitrates provenant de dépôts de munitions immergées ont été envisagées[29]. Un argument fortement en défaveur de cette hypothèse est la corrosion très lente des douilles de munition qui ralentit considérablement le relâchement de leur contenu dans l'eau de mer et l'étale également dans le temps. Cette cinétique de lixiviation très lente combinée à l'importante dilution des nitrates dans l'eau de mer (courants, marées) font que cette source supposée de nitrates est vraisemblablement négligeable et peut donc être ignorée ;
- l'accroissement de la température des eaux de surface des océans lié au réchauffement climatique peut favoriser les poussées de croissance des ulves ;
- une augmentation de l'érosion des sols est liée aux pratiques agricoles (plus de labours, moins d'herbages et fort recul du bocages bretons et normands) pourraient exacerber le phénomène en entretenant des apports massifs de matière organique et de nutriments à des époques où ils ne se produisaient pas autrefois ;
- de même pour la forte augmentation de l'imperméabilisation des sols induits par l'urbanisation et la périurbanisation, qui a induit un changement de nature et de débit des eaux de ruissellement. Ce phénomène a été très important sur le littoral français et selon l'IFEN[30], il se poursuit ;
- des changements subtils sont observés en Manche/Mer du Nord depuis les années 1960 parmi les populations de planctons (recul des planctons typiques des eaux froides au profit d'espèce typique d'eaux plus chaudes). Les biologistes attribuent ce phénomène au réchauffement, mais il pourrait aussi accompagner ou annoncer les premiers impacts de l'acidification des océans. Si certaines espèces de plancton absorbent moins de CO2 et de nitrates, ce pourrait être au profit d'algues vertes telles que les ulves[31], mais ici encore, l'hypothèse reste à confirmer ;
- en 1995, une étude a montré que les exsudats mucilagineux d'ulve peuvent permettre la survie plus longue en mer de bactéries de milieu dulçaquicole et d'origine terrestre (dont bactéries pathogènes d'origine fécale de type streptocoques ou staphylocoques)[32].

## Conséquences
Elles sont de plusieurs natures ; socio-économiques (image, impact sur le tourisme), aménitaires (mauvaise odeur, paysage dégradé), sanitaires (intoxications via l'air, plus rarement via l'alimentation) et écologiques (dégradation des écosystèmes, effets écotoxicologiques...).
Les conséquences peuvent être directes ou indirectes, la mort saisonnière des algues crée une pollution qui a des effets en retour, y compris en amont à cause du fait que les espèces migratrices régressent et remontent moins, ou ne remontent plus les rivières. La biodiversité est très appauvrie par l'eutrophisation voire la dystrophisation (zones mortes) des habitats.

### Conséquences socio-économiques
Les nuisances sont d'abord visuelles et olfactives. Les touristes fuient les plages touchées par la marée verte qui sont en outre une source de coût direct (nettoyage) pour les communes affectées.
- les odeurs dégagées par temps chaud par les accumulations d'algues en putréfaction, avec un impact négatif sur le tourisme et la valeur des biens immobiliers des littoraux concernés ;
- le ramassage des algues entraîne un prélèvement significatif de sable ;
- le ramassage, le transport et l'élimination par les pouvoirs publics de ces algues est très coûteux ; les algues doivent être éliminées sans créer d'autres problèmes de pollution, et l'agriculture ne peut actuellement les intégrer directement et de façon significative sans polluer les nappes phréatiques.

En France, le plan national sera également coûteux ; établi fin 2009 et présenté le 5 février 2010 à Rennes par Bruno Le Maire et Chantal Jouanno, il prévoit 134 millions d'euros sur 5 ans.
Un outil de dialogue entre agriculteurs et associations environnementales a été ouvert en septembre 2012, avec ouverture d'un blog pour recueillir l'avis des internautes et un débat public le 27 septembre.
Un rapport du CESER de Bretagne[Quand ?] a conclu que ce phénomène ternit l’image de la Bretagne et entraîne une baisse générale de l’attractivité touristique locale avec parfois fermetures d’hôtels et de campings ayant conduit des communes à perdre leur dotation touristique (ex : Saint-Michel-en-Grève en 1984), mais sans mesures quantitatives du phénomène (faute de données adaptées à ce calcul). En 2017, une première étude, réalisée par le Commissariat général au développement durable a cherché à évaluer les coûts indirects de la prolifération des algues vertes en Bretagne induits par d’éventuelles baisses de fréquentation touristique.
Par manque de données ce travail n’avait été fait ni en France ni ailleurs. Un nouveau modèle économétrique dédié est basé sur le croisement de données de taux de surface d‘échouage d’algues vertes (provenant du CEVA) et des tableaux de rentrées économiques liées à la fréquentation touristique (d’après l’Insee) ainsi que de données de météo France.
La baisse de fréquentation touristique est en France de cinq points en moyenne pour les communes du grand Ouest de 2006 à 2009) et elle coïncide avec la prolifération algale. Une analyse plus fine montre que la fréquentation des hôtels a peu diminué, et que celle des campings est restée stable en Bretagne nord, mais qu’en Bretagne-Sud et Pays de la Loire (où les touristes viennent plus pour la baignade) elle est plus sensible. Il est cependant difficile d’isoler le facteur « algue » d’autres sources de baisse de fréquentation entre 2006 et 2009 (météo médiocre, crise économique ou positionnement en gamme des hébergements). Le CGDD préconise donc d’affiner son étude avec des données météo plus précises et avec d'autres indicateurs de milieu pouvant montrer une pollution nuisant au tourisme (ex : qualité bactériologique des eaux de baignade), et en testant d’autres types de modélisation spatiale des phénomènes, tout en augmentant l’échantillonnage pour gagner en précision et tenir compte d’éventuels effets régionaux. Les auteurs invitent aussi à évaluer l’impact des algues sur d’autres dimensions économiques plus liées aux résidences secondaires ou par exemple aux prix de l’immobilier du littoral.
Enfin en 2017, le CGDD estime que la plupart des solutions de valorisation économique des algues échouées « relèvent encore du domaine de la recherche et les débouchés ne sont pas certains ».
Une omerta autour du phénomène des algues vertes a été soulignée par Inès Léraud avec l'existance d'un certain chantage à l'emploi en Bretagne alors que le milieu de l'agro-alimentaire domine.

### Conséquences écologiques

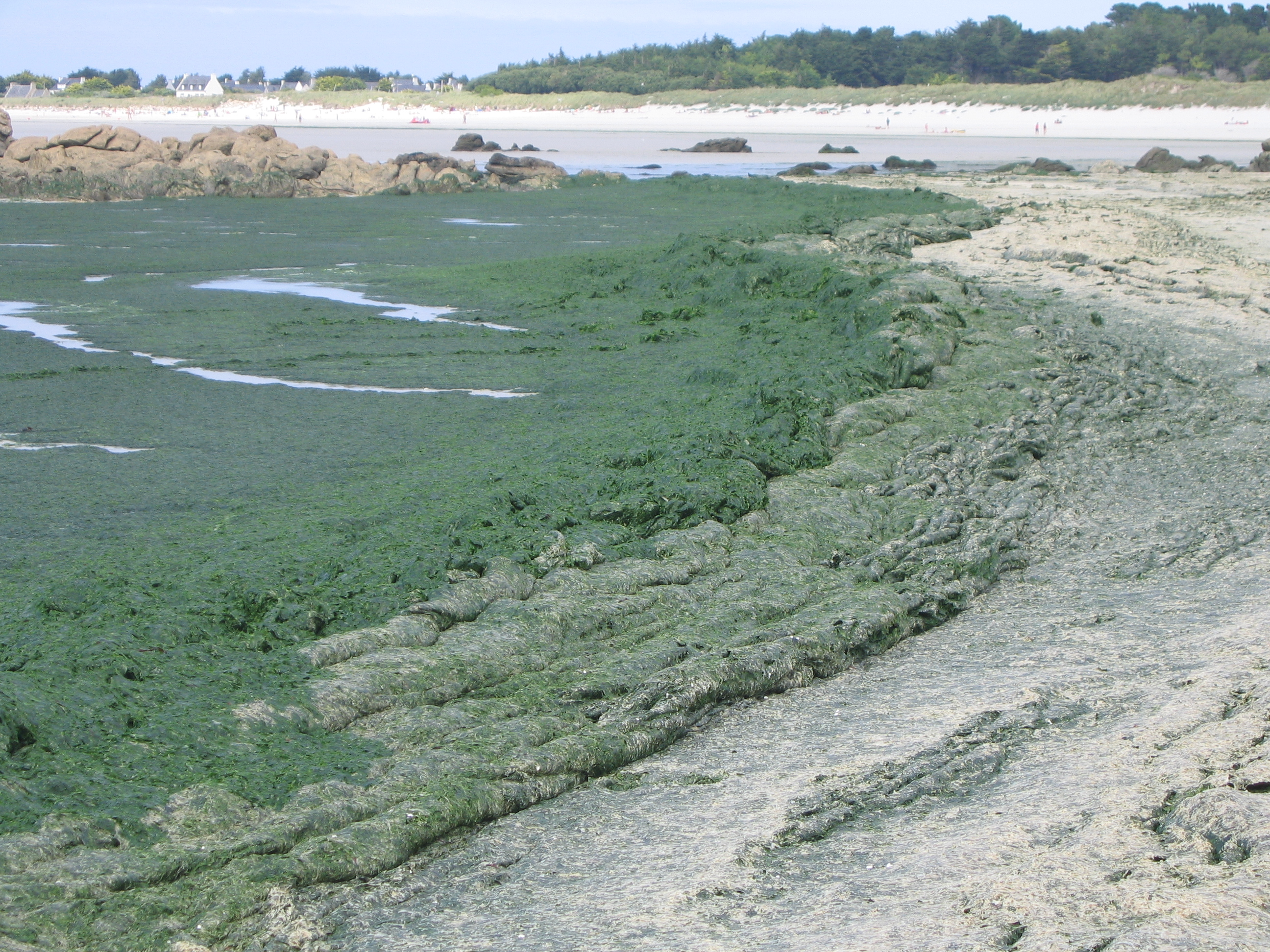
Dans la laisse de mer, la couche d'algues peut atteindre plusieurs dizaines de centimètres d'épaisseur.

Le développement des algues vertes est la « réponse » naturelle des écosystèmes littoraux face à un excès d’apport de nutriment. Les pullulations d'ulves ont un impact négatif sur l'écosystème des laisses de mer, mais limite l’eutrophisation de l’espace intertidal, malgré les apports terrigènes chroniques.
Par exemple en baie de Saint-Brieuc, on est dans une situation de baie oligotrophe de type océanique, avec une faible productivité et présentant une grande inertie d’évolution à moyen et long terme. La productivité de l’estran est comparable en baie de Saint-Brieuc touchée par les marées vertes, à celle de la baie du Mont Saint-Michel où le phénomène est absent. Néanmoins l’accumulation des algues dans les secteurs d’échouages peut avoir des conséquences écologiques complexes, et encore difficiles à appréhender.
- Des phénomènes graves d'écotoxicité, voire de zone marine morte peuvent apparaître localement et pourraient se développer.
- Impacts sur le schorre : les ulves recouvrent partiellement les prés-salés dès le printemps, essentiellement sur le front de progression. Les algues constitueraient une pellicule suffisamment épaisse pour empêcher la lumière de pénétrer et donc limiter l'activité photosynthétique de la végétation en pleine période de croissance. Les algues limiteraient donc l’extension des prés-salés. De plus, les algues sont dégradées par des bactéries aérobies entraînant une consommation en oxygène importante et la production de composés sulfurés (hydrogène sulfuré en particulier) entraînant une diminution de la biodiversité du marais maritime. Il ne peut donc plus jouer son rôle épurateur, favorisant ainsi l'arrivée d’autres polluants au milieu marin.
- Impacts sur la macrofaune benthique : avant le stade de zone morte, l'impact d’une surdensité ou d'une couverture d’algues vertes sur la composition du benthos n’est pas très clairement compris[39]. Globalement la composition et la richesse du benthos ne semblent pas toujours modifiés[40]. Certaines études ont mis en évidence une augmentation de l’abondance des gastéropodes et des amphipodes herbivores. On observe également une augmentation de la densité du benthos prédateurs que certains auteurs relient à l’augmentation de la faune détritivore. Le groupe des annélides polychètes a une réponse plus complexe face au développement des algues vertes[41]. Mais des auteurs suggèrent que la décomposition de quantités très importantes d’algues affecte certaines espèces de bivalves (comme Macoma balthica) et plus particulièrement leur recrutement c’est-à-dire l’installation des larves planctoniques dans le sédiment[42]. Néanmoins Hull en 1987 a montré que quand les volumes d’algues vertes sont peu importants, les phénomènes de recrutement peuvent être favorisés grâce à la réduction des vitesses des courants provoquées par les rideaux d’algues en suspension. Les ulves, si elles sont en concentration importante dans l’eau, en faisant écran à la pénétration de la lumière et en fixant les sels nutritifs, réduisent le développement du phytoplancton qui constitue la nourriture des invertébrés filtreurs suspensivores, consommateurs primaires dans la chaîne alimentaire[43].
- Impacts sur l’avifaune : lors des périodes de marée verte, les ulves couvrent des zones exploitées par les oiseaux en quête de nourriture. Ainsi, les passereaux peuvent plus difficilement accéder aux insectes habituellement présents dans le marais maritime et les limicoles aux coquillages fouisseurs et aux vers enfouis dans le sable. La prolifération des algues vertes peut donc représenter un facteur de diminution de l’accessibilité aux ressources alimentaires pour une partie des oiseaux, bien que cela reste non-démontré (Hull, 1984). Par contre, c'est un facteur pouvant favoriser l’hivernage de certains oiseaux d’eau en zone littorale (Le Mao et al., 2006), par exemple pour les bernaches cravant qui trouvent dans les algues vertes une source abondante de nourriture[44].
- Asphyxie locale du milieu : Une forte biomasse algale immergée a pour conséquence de faire varier considérablement la teneur en dioxygène dissout entre le jour et la nuit, pouvant nuire la nuit à la faune aquatique. Plus localement en haut estran, l’accumulation et la dégradation de volumes très important d’algues peuvent entraîner une anoxie dans la colonne d’eau et induire une mortalité importante de la faune[45] À long terme, les assemblages benthiques pourraient être dominés par des espèces opportunistes et s’accompagner d’une diminution de la biomasse et de la richesse spécifique[46].

### Conséquences sanitaires et mortalité suspectée liée à H2S

#### Mécanisme de production de H2S
L'hydrogène sulfuré (H2S) est en général produit par les bactéries sulfato-réductrices se multipliant dans les sédiments marins vaseux riches en matière organique issue de la décomposition d'organismes végétaux comme des algues. Les bactéries tirent leur énergie chimique de réactions d'oxydo-réduction catalysées par leur système enzymatique. Les électrons fournis par la matière organique (donneuse d'électrons, réductrice) sont transférés par l'activité bactérienne aux ions sulfates (accepteurs terminaux  d'électrons, oxydants). Les ions sulfates sont présents naturellement dans l'eau de mer et cela en concentration suffisante pour produire de l'H2S en quantité toxique. En effet, en termes de concentration, les ions sulfates sont les deuxièmes anions de l'eau de mer après les ions chlorures.
Il n'est donc pas nécessaire d'avoir un apport supplémentaire en ions sulfates provenant des eaux de surface ou de la décomposition d'acides aminés "souffrés", comme la méthionine ou la cystéine, éventuellement contenus dans les algues vertes. Les ions sulfates dissous naturellement dans l'eau de mer représentent à eux seuls un terme source suffisamment abondant pour alimenter la sulfato-réduction d'origine bactérienne.
La matière organique, stylisée ci-dessous par CH2O, est oxydée en ions bicarbonates (HCO3–) tandis que les ions sulfates (SO42–) sont réduits en sulfure d'hydrogène (H2S) volatil suivant la réaction globale suivante rencontrée dans les conditions légèrement alcalines de l'eau de mer (pH ~ 8.2) : 
{\displaystyle {\ce {2 CH2O + SO4^2- -> 2 HCO3^- + H2S}}}
H2S est donc produit par les bactéries sulfato-réductrices (BSR) présentes dans la vase riche en matière organique (sapropèle). Les conditions propices à  leur développement sont anoxiques (plus de O2 entièrement consommé par l'oxydation microbienne de la matière organique) et dites euxiniques (présence de sulfures). L'activité des bactéries sulfato-réductrices est alimentée par la matière organique issue de la  putréfaction de grandes quantités d'algues. Ces bactéries BSR "respirent" de façon anaérobie sur les sulfates après que tout l'oxygène du milieu ait été consommé par les bactéries aérobies.

#### Toxicité de H2S
L'hydrogène sulfuré est toxique  même à faible concentration pour la plupart des espèces, y compris pour l'homme. Sa toxicité est supérieure à celle de l'acide cyanhydrique (HCN). Sa forte odeur d’œuf pourri très désagréable permet d'en détecter la présence à de très faibles concentrations  (0,02 à 0,1 ppm), toutefois, à des concentrations de l'ordre de 100 ppm, il n'est plus décelable en raison de l'anesthésie olfactive qu'il provoque,. L'hydrogène sulfuré est particulièrement dangereux quand il est soudainement libéré en grande quantité en milieu non ventilé ou confiné (égouts, installations pétrochimiques...), ou lorsqu'il est accumulé dans des couches d'algues en décomposition. À partir de 500 ppm, il provoque chez l'être humain une perte de connaissance avec coma parfois convulsif, troubles respiratoires (dyspnée et cyanose), œdème pulmonaire et troubles du rythme cardiaque, et peut-être mortel si l'exposition n'est pas interrompue. À partir de 1000 ppm, il est mortel en quelques minutes.
En se décomposant après leur mort, les organismes aérobies asphyxiés sous les algues par l'absence d'oxygène ou empoisonnés par l'hydrogène sulfuré peuvent eux-mêmes constituer une dangereuse source de botulisme. La toxine botulique est une neurotoxine bactérienne produite par plusieurs bactéries anaérobies du genre Clostridium, la plus connue étant Clostridium botulinum. Elle peut contaminer des organismes marins comme les moules et les coquillages et provoquer de graves intoxications alimentaires.[réf. souhaitée]

#### Morts suspectes ou confirmées
Des morts d'animaux et d'homme sont grandement suspectées ou ont été confirmées après de longues procédures, notamment à travers les cas suivants :
- En 1999, un ouvrier du ramassage des algues vertes, Maurice Briffaut, est retrouvé inconscient au volant de son tracteur. Il a survécu, mais est resté tout de même quatre jours dans le coma
- Le 12 juillet 2008, sur la plage de la Grandville à Hillion, en baie de Saint-Brieuc deux chiens de 13 et 25 kg sont morts brutalement dans les algues mais, faute d'autopsie et d'analyses pratiquées à temps, sans que l'on puisse savoir avec certitude si la cause était bien une émanation d'hydrogène sulfuré. Néanmoins le certificat vétérinaire de la clinique de Douvenant (à Langueux) précise que « Ces deux chiens avaient les muqueuses buccales et oculaires bleues signes d'une mort par asphyxie qui aux dires de leur propriétaire était survenue dans un temps très court, l'examen des cavités buccales et nasales ne montrait pas de présence de vase ou d'algues ayant pu provoquer cette asphyxie. Ces deux chiens sont donc décédés du fait de l'inhalation de ce gaz très odorant »[51], par précaution, la mairie a rappelé dans un avis à la population (affiché) aux promeneurs qu'il était recommandé « compte tenu du risque d'émanation d'ammoniac (NH3) et de sulfure d'hydrogène (H2S) » de ne pas manipuler ces algues[52].
- Le 28 juillet 2009, sur un secteur vaseux de l'embouchure du Roscoat en baie de Saint-Michel-en-Grève, après avoir inhalé de l'hydrogène sulfuré, un cheval enlisé dans la vase est mort et son cavalier qui a tenté de l'aider a perdu connaissance et n'a été sauvé qu'in extremis par des voisins témoins de la scène. Selon le rapport[53] commandé à l'INERIS le 11 août par le Ministère chargé de l'écologie, les taux d'hydrogène sulfuré variaient fortement selon les lieux, mais atteignaient localement 1 000 ppmv, taux très élevé justifiant des précautions pour le public et plus encore pour le personnel chargé du ramassage. L'INERIS signale que (près d'un mois après l'accident et alors que les plages proches avaient été nettoyées), sur le lieu de l'accident, le 13 août 2009 après-midi, à marée basse, les teneurs en H2S émis par la vase noirâtre (après nettoyage des algues) était de 1 000 ppmv d'H2S et 200 ppmv d'ammoniac, soit plus de 10 fois plus important que celui mesuré en manipulant les algues fraiches rencontrées dans différents secteurs de la baie (5 à 10 ppmv d'H2S et 20 ppmv d'ammoniac). Cette zone trop vaseuse n'est pas approchée par les engins de ramassage des algues. Il n'y a pas eu de mesures sur les zones trop sujettes à l'enlisement.
Pour les autres composés soufrés recherchés (méthanethiol, sulfure de diméthyle, diméthylsulfoxyde), le rapport précise que par sécurité « l'INERIS s'est limité à des prélèvements sur les zones les moins émissives »[54]). L'INERIS précise n'avoir ailleurs rencontré que rarement des taux de 1 000 ppmv, et plutôt en milieu confiné (milieux industriels, égouts et que l'exposition à de tels taux peut causer la mort en quelques minutes). Plus de dix ans après, le Pôle santé publique du tribunal judiciaire de Paris reconnait le lien de cause à effet mais publie le 18 janvier 2021 une ordonnance de non-lieu, estimant qu'il n'y avait pas de charges suffisantes pour poursuivre qui que ce soit, et souligne  « l'inadéquation de la loi pénale actuelle aux catastrophes écologiques »[55].
- Le 22 juillet 2009 le chauffeur de 48 ans d'un camion décède à Lanvollon (Côtes-d'Armor) après avoir déchargé des algues vertes dans l'unité de compostage Smitom de Launay-Lantic. Certaines associations et le directeur de son entreprise estiment qu'il pourrait être mort à la suite de l'inhalation d'hydrogène sulfuré et non d'un malaise cardiaque comme on l'avait d'abord supposé. Un juge d'instruction a été nommé en mai 2010 par ordonnance pour étudier une plainte déposée le 22 avril 2010 par la famille. 
Les médias ont rappelé qu'il y a 20 ans un jogger avait déjà été trouvé mort, et qu'il y a 2 ans un jogger avait également perdu connaissance (4 jours de coma avant guérison)[56]. Le décès est reconnu comme un accident du travail en 2018[57], mais un non-lieu est prononcé à l'encontre de l'employeur, le lien direct entre inhalation d'hydrogène sulfuré et décès n'ayant pas été établi[58].
- Le 8 juillet 2011, six sangliers sont découverts morts dans l'estuaire du Gouessant, à Morieux, dans les Côtes-d'Armor en Bretagne. Le 24 juillet, 36 animaux sont trouvés morts aux abords de cette plage et en amont. Les analyses sur les cadavres et dans l'environnement immédiat mènent à la publication de deux rapports officiels, l'un par l'INERIS, l'autre par l'ANSES, qui évaluent trois hypothèses pouvant expliquer la mort par intoxication : les pesticides, les cyanobactéries qui prolifèrent dans les eaux stagnantes, l'hydrogène sulfuré produit par les algues vertes en décomposition. Les rapports concluent que les deux dernières hypothèses sont compatibles avec les résultats des analyses. Dans un premier temps, le rapport de l'INERIS privilégie, sans certitude, la piste de l'hydrogène sulfuré[59],[60], mais en 2012 des analyses complémentaires demandées par l'ANSES établissent la présence certaine de cyanobactéries sur tous les cadavres et dans le fleuve, ce qui en fait la cause privilégiée de la mort[61],[62].
- Le jeudi 8 septembre 2016, un joggeur décède à l'embouchure du Gouessant, à Hillion (Côtes-d'Amor). Après avoir écarté, dans un premier temps, tout lien entre cette mort et les algues vertes, le parquet a ordonné l'exhumation du corps 15 jours plus tard, mais le délai écoulé est trop long et l'autopsie ne peut pas conclure à la cause de la mort[63]. Deux associations, Sauvegarde du Trégor et Halte aux algues vertes déposent plainte contre le préfet de région et le préfet des Côtes-d'Armor, pour "mise en danger délibérée de la vie d'autrui"[64]. La cour administrative d’appel de Nantes a condamné, le 24 juin 2025, l’Etat à indemniser les proches du joggeur. La cour retient la « faute de l’Etat, en raison de ses carences dans la mise en œuvre de la réglementation européenne et nationale destinée à protéger les eaux de toute pollution d’origine agricole » qui est « la cause principale de la prolifération des algues vertes en Bretagne »[65].

- L’autopsie du sanglier trouvé mort, à Morieux, baie de Saint-Brieuc, en septembre 2024, dévoile une intoxication à l’hydrogène sulfuré liée à la décomposition ses algues vertes[66]

## Législation et pistes de solutions
Plusieurs solutions semblent possibles pour résoudre ce problème dont deux semblent incontournables ;
1. changer de modèle de production agricole ;
2. construire des stations d'épuration mieux capables d'épurer les phosphates et les nitrates, par exemple associée à un lagunage tertiaire et à un réseau de collecte des eaux dense et sans fuites, ce qui permettrait de retrouver dans les rivières un taux de nitrates inférieur à 10 mg/L. On peut aussi rentabiliser ces stations en les associant à la production d' algocarburant, à partir de la culture de phytoplancton.
3. récupérer les algues échouées ou en amas flottants et dans la mesure du possible valoriser comme engrais[67] ou source de méthane. En 2017, les algues vertes pourraient théoriquement être mieux valorisées (compost, méthanisation, source de bioéthanol ou de matériaux ou aliments d’animaux d’élevage, compléments alimentaires pour les poissons herbivores, cosmétiques…), mais ces voies cherchent leur rentabilité et acceptabilité. En 2017, le CGDD estime que la plupart de ces solutions « relèvent encore du domaine de la recherche et les débouchés ne sont pas certains »[36].

### En France
- Le CEVA est chargé de cartographier les pullulations, les outils de l'État sont essentiellement des programmes d'action imposés par la directive no 91/676/CEE du 12 décembre 1991, visant la « protection des eaux contre la pollution par les nitrates à partir de sources agricoles », des mesures agri-environnementales (MAE) et un « renforcement des contrôles des exploitations agricoles »[68].
- La loi Grenelle II impose de délimiter les bassins versants particulièrement touchés « les bassins versants connaissant d'importantes marées vertes sur les plages, tels que définis par le schéma directeur d'aménagement et de gestion des eaux (SDAGE), et sont dès lors de nature à compromettre la réalisation des objectifs de bon état, tels que prévus par l’article L. 212-1, des eaux côtières et de transition, telles que définies par la directive 2000/60/CE du Parlement européen et du Conseil, du 23 octobre 2000, établissant un cadre pour une politique communautaire dans le domaine de l’eau, qu’ils alimentent » ; et un régime de déclaration annuelle des intrants azotés est initié « Les agents mentionnés aux 1°, 2° et 5° du I de l’article L. 216-3 ont accès à la comptabilité matière, telle que définie au 8° du II de l’article L. 211-3, lors de tout contrôle relatif à une mesure de limitation des apports d'azote. »
- De 2006 à 2010, un programme nommé Prolittoral[69] vise à coordonner les actions de la Région Bretagne à celle des quatre départements bretons et de l'Agence de l'Eau Loire-Bretagne pour mieux lutter contre les marées vertes dans la région, avec l'aide du Ceva. Il inclut un volet nettoyage (50 000 à 70 000 m3 nettoyés annuellement pour un coût de près de 500 000 € par an). En août 2009, le gouvernement s'est engagé à financer le nettoyage des plages, à créer une commission interministérielle ayant 3 mois pour produire un plan de lutte contre la prolifération d'algues vertes et proposer des solutions de collecte, et de protection de la population. Un ramassage d'algues en mer a été testé en fin d'hiver 2009. En 2009, le département des Côtes-d'Armor regrettait que l'État fonde encore son approche en Bretagne sur l'échelle cantonale, « alors que l'approche par bassin versant s'impose »[70],[71].
- En 2010, le gouvernement publie un Plan d'action concernant 23 bassins versants associés aux huit baies les plus touchées par les « marées vertes ». Ce plan porte sur 2010-2014, avec un coût annoncé de 134 millions d'euros[72]. Ce plan vise à :

1. améliorer les connaissances et la gestion des risques,
2. des actions curatives, avec réduction des flux d'azote perdus vers la mer,
3. la construction de digesteurs pour méthaniser ces algues, d'ici à 2012 (un seul site était disponible en 2009).

- Un consortium scientifique a été créé (associant IFREMER, l'INRA, le CEMAGREF, le CNRS et le BRGM), et un appel à projets a été lancé pour aider à réduire les flux d'azote de 30 à 40 % en cinq ans (de 2010 à 2015), avec les bassins se déversant en Baie de Lannion et de Saint-Brieuc en priorité, avant extension à 6 autres baies ; 3 500 exploitations agricoles seront concernés, sur 120 000 ha.

En Bretagne, selon l'Ifremer, plus de 80 000 m3 d'ulves ont été ramassés mécaniquement par les communes riveraines du littoral de la seule Bretagne-Nord en 1990. Ce ramassage ne peut que parer au plus urgent et n'est pas une solution à long terme. C'est à la source que doit être supprimée la pollution : l'objectif est une fois de plus la réduction du taux de nitrates dans les cours d'eau, ce qui implique un profond changement de pratiques agricoles. Et une fois entamées ces opérations, les marées vertes ne disparaîtront probablement qu'après un temps de réponse plus ou moins long, celui de la résorption par les écosystèmes du surplus de phosphore et de nitrates, et lorsque les nappes d'eau souterraine se seront renouvelées et que l'azote accumulé dans le sol aura été déstocké.
Malgré ces efforts, le fléau persiste. La cour des comptes met en cause, en 2021, l'État, les élus de Bretagne et un nombre important d'acteurs locaux, en pointant la modestie des moyens alloués à la lutte contre les marées vertes, une trop faible prévention et une coordination inefficace
En 2022, le plan de lutte contre les algues vertes est prolongé jusqu'en 2027. Doté d'un budget de 130 M€, il est non coercitif et vise essentiellement à accompagner financièrement les agriculteurs des bassins versants concernés en vue d'une conversion des pratiques, à tester des techniques de ramassage innovantes, et à prévenir et accompagner les populations victimes d'émanations nocives grâce à un réseau de capteurs.
En 2023, la sortie du film Les Algues vertes, de Pierre Jolivet remet dans le débat public le problème des marées vertes.
Le 10 juillet, deux jours avant la sortie du film en salles, Greenpeace déverse une tonne d'algues vertes devant la préfecture du Finistère, à Quimper. Le film est projeté à l'Assemblée nationale le 11 juillet, d'autres projections sont organisées au Sénat et au Parlement européen. Le député des Côtes-d’Armor Mickaël Cosson, après cette projection, qualifie le film comme : « de la fiction » . André Ollivro, militant historique contre les marées vertes déclare : « Ce film va permettre de faire parler du sujet partout ».
Le film provoque des actions de sensibilisation publique dans plusieurs endroits de Bretagne. C'est par exemple sur les plages du Moëlan-sur-merou de Locquirec.
Cette question est polémique en Bretagne et suscite un grand malaise dans la population. Ainsi, la vice-présidente de Lannion-Trégor Agglomération chargée de l’environnement, Annie Bras-Denis parle d'« Une histoire douloureuse sur laquelle beaucoup n’ont pas envie de revenir ». Les débats suscités par la sortie du film remuent de nouveau l'opinion. Par exemple, le 10 juillet, alors que Greenpeace déversait de grandes quantités d'algues vertes devant la préfecture du Finistère à Quimper, une publication devenue virale sur Twitter a été postée. La publication affirme que les algues vertes seraient dû essentiellement à la pollution de l'environnement domestique. Cependant, il s'agissait d'une mauvaise interprétation d'un rapport de 2011 du Groupe scientifique breton, et depuis lors, il existe un consensus scientifique sur le rôle de l'agriculture dans ce phénomène,.
Vanina Delmas dans Politis écrit : « L’alerte a été lancée il y a plus de 50 ans sur la pollution d’origine agricole des algues vertes et la mort de plusieurs personnes et animaux. Mais les autorités n’ont toujours pas pris les mesures adaptées à ce phénomène abondamment documenté ». Elle parle également d'« un demi-siècle de déni politique ».
Le tribunal administratif de Rennes a fixé un délai de quatre mois à l’Etat pour renforcer la lutte contre les algues vertes en Bretagne, dans une décision rendue mardi 18 juillet 2023. L'état devra agir « par l’adoption de mesures d’application immédiate, contrôlées dans leur exécution, de limitation de la fertilisation azotée et de gestion adaptée des terres agricoles ». C'est l’association Eau et rivières de Bretagne, qui avait saisi le tribunal. Cette décision fait suite à un précédent jugement de juin 2021 demandant aux services de l’État de compléter le sixième Plan d'Actions Régional(PAR) « en vue de la protection des eaux contre la pollution par les nitrates d'origine agricole ».

### Roman graphique
- Inès Léraud et Pierre Van Hove, Algues vertes: l'histoire interdite, la Revue Dessinée, Delcourt, 2019 (ISBN 978-2-413-01036-4)

### Filmographie
- Les Algues vertes film de Pierre Jolivet sorti en 2023, adapté de la bande dessinée Algues vertes, l'histoire interdite, d'Inès Léraud et Pierre Van Hove

### Émission de radio
- Fabrice Drouelle, « Algues vertes : le danger qui empoisonne la Bretagne » [audio], sur Affaires sensibles, France Inter, Radio France, 10 janvier 2017 (consulté le 15 juillet 2023).

### Vidéo
- Barbara Marty, Robin Gasser, « Pourquoi les algues vertes continuent-elles de proliférer en Bretagne ? Comprendre en trois minutes » [vidéo], sur LeMonde.fr, 25 juillet 2023 (consulté le 25 juillet 2023)